# Ain Blal
Ain Blal (àrab عين بلال) és una comuna rural de la província de Settat de la regió de Casablanca-Settat. Segons el cens de 2014 tenia una població total de 4.699 persones.